# Bayerisches Staatsballett

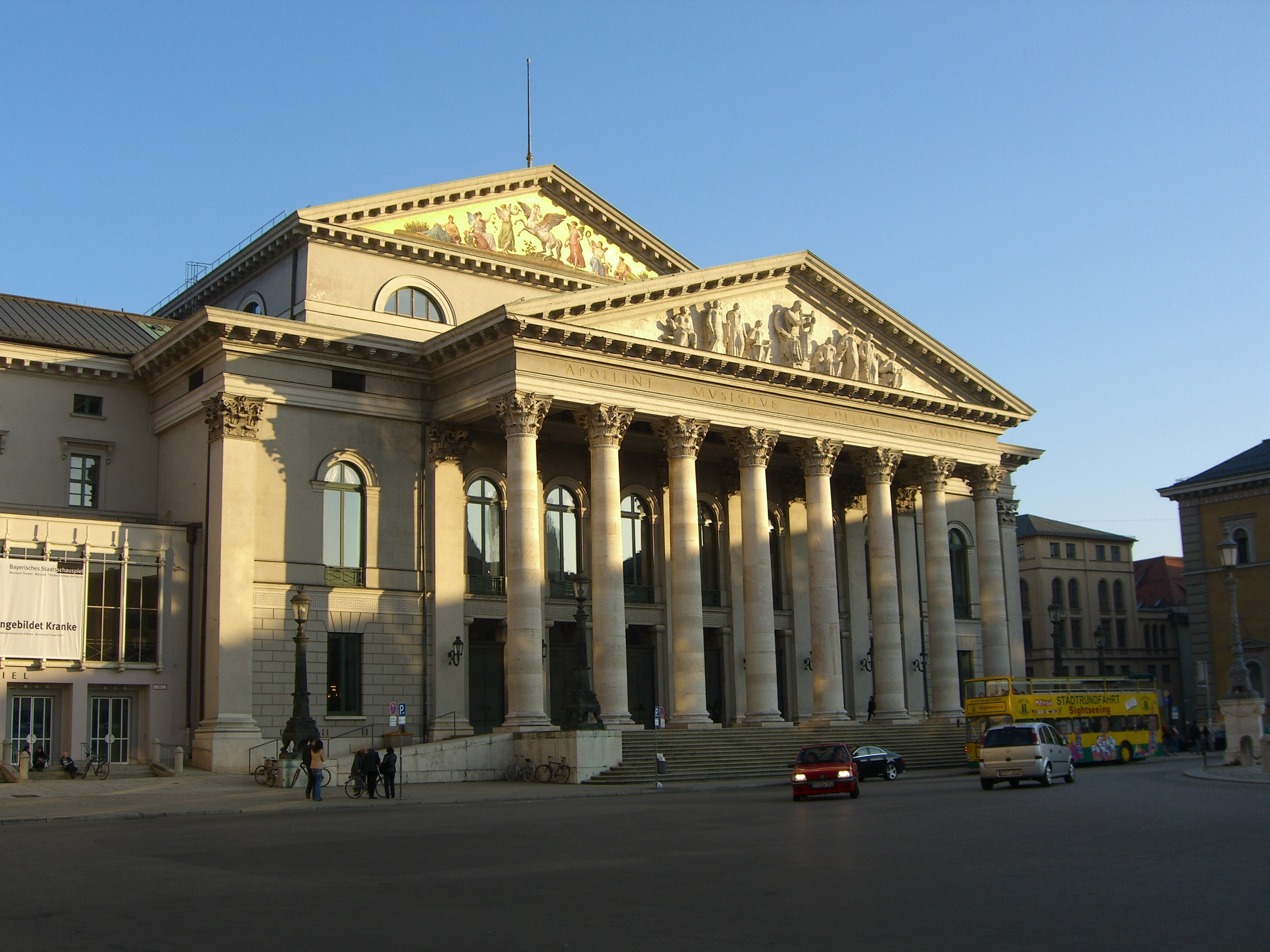
Das Nationaltheater ist die wichtigste Spielstätte des Bayerischen Staatsballetts. Hier befindet sich auch der größte vom Ensemble genutzte Ballettsaal

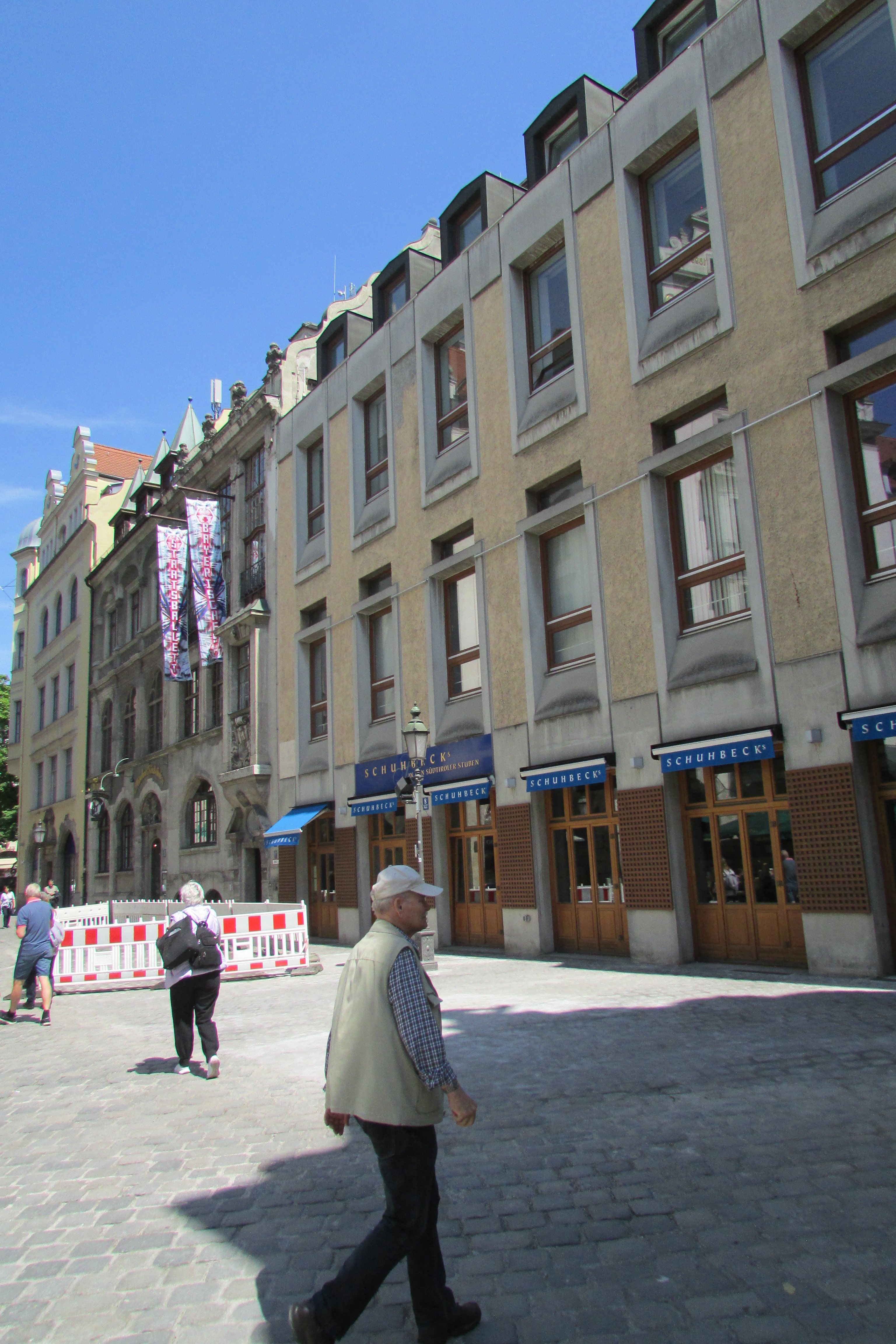
Am Platzl 7 und 8 befinden sich die Büros der Verwaltung sowie drei kleinere Ballettsäle

Das Bayerische Staatsballett in München entstand 1990 als eigenständige Ballettcompagnie aus dem Ensemble des Balletts der Bayerischen Staatsoper. Die Gründerin Konstanze Vernon leitete die Compagnie bis 1997, es folgten Ivan Liška (1998 bis 2016) und Igor Zelensky (2016 bis 2022). Seit Mai 2022 ist Laurent Hilaire Direktor des Bayerischen Staatsballetts.

## Geschichte des Balletts an der Münchner Staatsoper

### Anfänge des Balletts in München
Die Ballettgeschichte begann in München mit dem Aufkommen einer höfischen Festkultur, in deren Rahmen auch das Ballett als Kunstform entwickelt wurde. Die höfischen Feste in München orientierten sich an den vorherrschenden französischen und italienischen Vorbildern des 16. und 17. Jahrhunderts.

### 19. Jahrhundert
Während des 19. Jahrhunderts traten berühmte Tänzer wie Paul und Marie Taglioni 1825 im Nationaltheater auf. Auf Anforderung der Tänzerin Lola Montez wurde das zwei Jahre zuvor einstudierte Ballett Giselle erneut aufgeführt. Die Giselle-Produktion war über Jahrzehnte erfolgreich und wurde aus Anlass eines Gastspiels der Ballerina Lucile Grahn neu inszeniert. 1869 ließ sich Lucile Grahn in München nieder und war bis 1875 am Nationaltheater als Ballettmeisterin tätig. Dabei studierte sie u. a. die Ballette Coppélia und Sylvia ein und war an der tänzerischen Gestaltung der Uraufführung von Richard Wagners Opern Rheingold, Tannhäuser und Meistersinger beteiligt.

### 20. Jahrhundert
Nach dem Zweiten Weltkrieg belebte Marcel Luipart das Ballett in München neu. Er traf sich mit den Mitgliedern des Ensembles in einem Saal des zerbombten Nationaltheaters. Unter Luipart entstanden eine Reihe erfolgreicher Ballett-Produktionen, meist aus dem Repertoire von Diaghilevs Ballets Russes. Er adaptierte die Vorlage und verursachte einen Theaterskandal, als er 1948 Werner Egks Abraxas uraufführte. Nach nur fünf Vorstellungen verfügte der Kultusminister, dass das Werk „wegen allzu großer Freizügigkeiten“ abgesetzt wurde.
Victor Gsovsky trat die Nachfolge Luitparts als Ballettdirektor an. Er verknüpfte innovative choreographische Tendenzen mit russischer Tanztradition. Mit ihm kam aus Paris die Ballerina Irene Skorik. Anschließend leiteten zwischen 1952 und 1954 Pia und Pino Mlakar das Tanzensemble, die auch einige Arbeiten von Gsovsky wieder auf die Bühne brachten.
Alan Carter und dessen Frau Joan Harris brachten die „Englische Schule“ nach München.
Mit den durch Carter ausgebildeten Tänzern arbeitete der folgende Ballettdirektor Heinz Rosen ab 1959 fast zehn Jahre lang. Er setzte auf die dramatische Wirkung von Körperlinien im Raum, brachte jedoch ein eher variationsarmes Tanzvokabular zum Einsatz.
Durch die Einführung der Ballettfestwoche im Jahr 1960 brachte Heinz Rosen die internationale Ballettwelt nach München. Bei Gala-Abenden traten Solisten der westlichen Tanzmetropolen New York, London oder Kopenhagen sowie des Bolschoi-Balletts auf. Erste Auslandsgastspiele in Europa folgten.
Bis das Nationaltheater im Jahr 1963 wiedereröffnet wurde, diente das Prinzregententheater als Spielstätte, das nach dessen Wiedereröffnung im Jahre 1996 heute als zweite Spielstätte des Bayerischen Staatsballetts dient.
Von Ende der 1960er bis Ende der 1980er Jahre wechselten sich verschiedene Ballettdirektoren ab. Entscheidend waren hier die Jahre 1968 bis 1970, als John Cranko parallel zu seiner Arbeit in Stuttgart das Ballett in München leitete. In dieser Zeit inszenierte er drei Handlungsballette: Onegin, Romeo und Julia sowie Der Widerspenstigen Zähmung, die bis heute ein wichtiger Teil des Repertoires des Bayerischen Staatsballetts sind. Crankos künstlerischer Einfluss dauerte auch während der Zeit seines Nachfolgers Roland Hynd an.
Direktor Dieter Gackstetter holte Jerome Robbins zu seiner ersten Arbeit mit einer deutschen Ballettcompagnie. Seine Nachfolgerin Lynn Seymour konnte William Forsythe für die Uraufführung Joyleen gets up, gets down, goes out (1980) in München gewinnen und sorgte für die Akquisition von La Sylphide in der Fassung von August Bournonville. Seymours Nachfolger Edmund Gleede holte Youri Vámos nach München, der inzwischen einer der bedeutendsten Choreographen Europas war. David Bintley wurde für seine erste Arbeit in Deutschland von Stefan Erler nach München geholt. Das Tänzerehepaar Ivan Liska und Colleen Scott war Mitte der 1970er Jahre in München aktiv und kam über 20 Jahre später als Direktor und Ballettmeisterin zur Compagnie zurück.
Die Zeit von Ende der 1960er Jahre bis Ende der 1980er Jahre waren insbesondere durch wachsende Spannungen zwischen den Ballettdirektoren und den Opernintendanten geprägt. Diese Spannungen wurden schließlich so stark, dass es kaum noch möglich erschien, einen geeigneten Ballettdirektor zu gewinnen.
Der entscheidende Anstoß für eine grundlegende Veränderung dieser Situation kam von Konstanze Vernon, eine in den 1960er und 1970er Jahren führende Ballerina in München. Sie hatte die Opernballettschule in eine staatliche Ballettakademie im Zusammenhang mit der Gründung der Heinz-Bosl-Stiftung umgewandelt. Die Ballettakademie wurde zu einer Münchner Institution mit weltweiter Ausstrahlung, die als erste Akademie Deutschlands auf das russische Waganowa-System in der Ausbildung umstellte, so dass in München schon lange vor dem Fall der Mauer russische Tanzpädagogen tätig waren. Es folgten internationale Wettbewerbserfolge, so dass München bald als eine der besten Adressen für Tänzerausbildungen gehandelt wurde.

## Geschichte des Bayerischen Staatsballetts
1988 entschied die Bayerische Staatsregierung, das Ballett den Sparten Oper und Schauspiel gleichzustellen. Die Gründungsdirektorin Konstanze Vernon nutzte die Spielzeit 1989/90 zur Vorbereitung und Umstrukturierung, das Ballett wurde zunächst vom „Ballett der Bayerischen Staatsoper“ in „Bayerisches Staatsballett in Gründung“ und ab 1990/91 in „Bayerisches Staatsballett“ umbenannt. Ab der Saison 1990/91 agierte das Bayerische Staatsballett als eigenständige Sparte unter der Leitung von Vernon, die wie der Staatsopernintendant einen Vertrag mit dem zuständigen Staatsminister hatte. Seither teilen sich Bayerisches Staatsballett und Bayerische Staatsoper das Nationaltheater, das Cuvilliéstheater und das Prinzregententheater als Spielstätten. Insbesondere das Prinzregententheater wurde 1996 auf Betreiben August Everdings als zweite Spielstätte für das Bayerische Staatsballett ausgebaut und mit einer zeitgemäßen Bühnenmaschinerie ausgestattet.
Unter Konstanze Vernons Leitung verfolgte das Staatsballett eine konsequente, langfristig angelegte Repertoirepolitik und nutzte die neuen Möglichkeiten als eigenständige Sparte. Durch ihre Kontakte und die Kenntnisse ihrer beiden künstlerischen Mitarbeiter Bettina Wagner-Bergelt (Moderne) und Wolfgang Oberender (Klassik) gelang es, renommierte Choreographinnen und Choreografen für Neukreationen oder erstmalige Einstudierungen ihrer Werke in München zu gewinnen. Die Nachfolge von Vernon trat im September 1998 Ivan Liška an, nachdem er unter John Neumeier über mehr als zwei Jahrzehnte einer der wichtigsten Solisten des Hamburger Balletts gewesen war. Von August 2016 bis zu seinem Rücktritt Anfang April 2022 stand Igor Zelensky dem Ensemble vor. Auf ihn folgte ab 9. Mai 2022 Laurent Hilaire.
Das Ensemble geht regelmäßig auf Auslandstourneen und hat in den vergangenen 20 Jahren Länder Europas (Italien, Spanien, Schweiz, Österreich, Polen, GUS/Russland, Tschechien, Slowakei u. a.) Asiens (Südkorea, Indien, China, Taiwan) und Nordamerikas (USA, Kanada) besucht.

## Repertoire
Aus dem Repertoire des Balletts der Bayerischen Staatsoper wurden Klassiker-Produktionen wie La fille mal gardée (Frederick Ashton, seit 1971) und Giselle (Peter Wright, seit 1974) übernommen, wichtige Neufassungen schufen Ray Barra (Raymonda, 2001), Patrice Bart (La Bayadère, 1998) und Ivan Liška (Le Corsaire, 2006). Dank der engen Verbindung John Crankos zur Bayerischen Staatsoper sind auch dessen Handlungsballette Romeo und Julia (seit 1968), Onegin (seit 1972) und Der Widerspenstigen Zähmung (seit 1976) fester Bestandteil des Repertoires.
Im zeitgenössischen Stil haben unter anderem Karole Armitage (Tattoo and Tutu, 1994), Aszure Barton (Konzert für Violine und Orchester, 2014), Lucinda Childs (Chamber Symphony, 1994), Jacopo Godani (After Dark, 2002), Andrey Kaydanovskiy (Der Schneesturm, 2021), Hans van Manen (Nacht, 1994), Angelin Preljocaj (Der Feuervogel, 1995), Alexei Ratmansky (Tschaikowski-Ouvertüren, 2022), Saburo Teshigawara (Le Sacre du Printemps, 1999) und Youri Vámos (Shannon Rose, 1996) für die Compagnie kreiert.